# Комарово (Калужская область)
Комарово— деревня в Жуковском районе Калужской области, в составе сельского поселения «Деревня Тростье».

## География
Расположена на севере Калужской области, на реке Чичера. Рядом —Покров, Тростье.

## Климат
Умеренно-континентальный с выраженными сезонами года: умеренно жаркое и влажное лето, умеренно холодная зима с устойчивым снежным покровом. Средняя температура июля +18 °C, января −9 °C. Теплый период длится в среднем около 220 дней.

## Население
| 2002 | 2010 |
| ---- | ---- |
| 17   | ↘4   |

## История
Являлось поместьем бояр Нарышкиных, в частности Александра Александровича Нарышкина. 
В 1723 году построена деревянная Пятницкая церковь  на каменном фундаменте и часовня.  
В 1782 году село Комарево, Покров, сельцо Тростье Александра Александровича Нарышкина. В селе церковь святой великомученицы Параскевы Пятницы.  
Находится по обе стороны речки Сухой Аложи. 
Пятницкая церковь села Комарёва была приписана к Покровской церкви в 1782 году.
В 1860 Комарово принадлежит Анне  Андреевне Неведомской. 

## Достопримечательности
- Могила партизанки Татьяны Емельяновны Бандулевич (1913-1941), зверски убитой немцами в 1941 году[9].